# كلوديا دابدا
كلوديا فولانيا دابدا (من مواليد 1 يوليو 2001) هي لاعبة كرة قدم كاميرونية محترفة، تلعب في مركز الدفاع في نادي الهلال ضمن الدوري السعودي الممتاز للسيدات، كما تمثل منتخب الكاميرون للسيدات.

## المسيرة مع الأندية

### دينامو مينسك: 2020–2023
في 29 أبريل 2020، انضمت دابدا إلى نادي دينامو مينسك في الدوري البيلاروسي الممتاز للسيدات. وكانت ثاني لاعبة أفريقية يضمها النادي بعد تعاقده مع المدافعة الجنوب أفريقية بامباناني مباني في فبراير.
لعبت دابدا دورًا كبيرًا في تحقيق دينامو مينسك للقب الدوري لأول مرة في تاريخه عام 2020. واستمرت مساهمتها مع الفريق في الفوز بالبطولة لموسمين متتاليين بعد ذلك. شاركت دابدا في 66 مباراة وسجلت 8 أهداف.

### تولوز: 2023
في يناير 2023، انضمت دابدا إلى نادي تولوز الفرنسي بعقد يمتد لستة أشهر. انضمت دابدا إلى تولوز بهدف مساعدة الفريق في الابتعاد عن الهبوط، نظرًا لموقعهم في المركز قبل الأخير في الترتيب. وعلى الرغم من جهودها وإنجاز الفريق في تحقيق ثلاث تعادلات وانتصارين، إلا أن تولوز تعرض للهبوط إلى دوري الدرجة الثالثة.

### الهلال: 2023–الحاضر
في أغسطس 2023، انضمت دابدا إلى نادي الهلال السعودي. سجلت دابدا ظهورها الأول مع النادي خلال بطولة الأندية السعودية الأردنية التي أقيمت في الأردن من 23 إلى 27 أغسطس 2023.
سجلت دابدا هدفين في الهزيمة 4–3 أمام النصر في ديربي العاصمة، مما جعلها أول لاعبة كاميرونية تسجل في الدوري.

## المسيرة الدولية
حصلت دابدا على أول ظهور لها مع المنتخب الأول في مباراة تصفيات كأس الأمم الأفريقية للسيدات 2022 ضد جمهورية إفريقيا الوسطى في أكتوبر 2021.
كانت دابدا جزءًا من منتخب الكاميرون تحت 17 عامًا في كأس العالم للسيدات تحت 17 سنة لكرة القدم 2016 وكأس العالم للسيدات تحت 17 سنة لكرة القدم 2018.

## إحصائيات المسيرة
| النادي        | الموسم        | الدوري        | الدوري    | الدوري  | الكأس     | الكأس   | المنافسات القارية | المنافسات القارية | أخرى      | أخرى    | المجموع   | المجموع |
| النادي        | الموسم        | القسم         | المباريات | الأهداف | المباريات | الأهداف | المباريات         | الأهداف           | المباريات | الأهداف | المباريات | الأهداف |
| ------------- | ------------- | ------------- | --------- | ------- | --------- | ------- | ----------------- | ----------------- | --------- | ------- | --------- | ------- |
| دينامو مينسك  | 2020          | د1            | 22        | 3       | 2         | 0       | —                 | —                 | —         | —       | 6         | 1       |
| دينامو مينسك  | 2021          | د1            | 24        | 5       | 4         | 1       | 2                 | 0                 | —         | —       | 9         | 0       |
| دينامو مينسك  | 2022          | د1            | 20        | 0       | 4         | 0       | 2                 | 0                 | —         | —       | 9         | 0       |
| دينامو مينسك  | المجموع       | المجموع       | 66        | 8       | 10        | 1       | 4                 | 0                 | —         | —       | 80        | 9       |
| تولوز         | 2022–23       | د2            | 7         | 0       | —         | —       | —                 | —                 | —         | —       | 7         | 0       |
| تولوز         | المجموع       | المجموع       | 7         | 0       | —         | —       | —                 | —                 | —         | —       | 7         | 0       |
| الهلال        | 2023–24       | PL            | 7         | 3       | 2         | 0       | —                 | —                 | 3         | 0       | 12        | 3       |
| الهلال        | المجموع       | المجموع       | 7         | 3       | 2         | 0       | —                 | —                 | 3         | 0       | 12        | 3       |
| المجموع الكلي | المجموع الكلي | المجموع الكلي | 80        | 11      | 12        | 1       | 4                 | 0                 | 3         | 0       | 99        | 12      |

| المنتخب الوطني | السنة         | المباريات | الأهداف |
| -------------- | ------------- | --------- | ------- |
| الكاميرون      | 2021          | 2         | 0       |
| الكاميرون      | 2022          | 6         | 0       |
| الكاميرون      | 2023          | 2         | 0       |
| المجموع الكلي  | المجموع الكلي | 8         | 0       |

## الإنجازات
دينامو مينسك
- دوري بيلاروسيا الممتاز للسيدات: 2020، 2021، 2022
- كأس بيلاروسيا للسيدات: 2020، 2021، 2022